# Stichopus herrmanni
Stichopus herrmanni là một loài động vật da gai thuộc họ Sticheepidae. Nó được tìm thấy ở vùng nhiệt đới, phía tây Ấn Độ Dương, ở độ sâu xuống tới 20 m (66 ft). Loài này và một số loài khác được gọi là cá cà ri và được thu hoạch thương mại; nó được gọi là gama ở Indonesia.

## Miêu tả
Stichopus herrmanni là một loài hải sâm lớn, dài tới 50 cm (20 in). Thân hình trụ, đế bằng. Thành cơ thể xù xì và nhăn nheo, không có vết phồng lớn nhưng có những nhú màu nâu cam (các vết lồi lõm hình nón). Miệng được bao quanh bởi tám đến mười sáu xúc tu và kiếm ăn cũng như di chuyển các chân duy nhất mang các ống ngắn. Màu sắc của loài này có thể thay đổi tùy thuộc vào môi trường mà nó sinh sống và phát triển: ở một nơi thì loài này thường có màu nâu xám, nâu lục hoặc nâu cát, trong khi ở một số nơi khác có màu vàng mù tạt, nâu cam hoặc xanh lục và nâu is a species of holothuroidean echinoderm in the family Stichopodidae. It is found in the tropical, western Indo-Pacific Ocean, at depths down to 20 m (66 ft). This and several other species are known as curryfish and are harvested commercially; it is called gama in Indonesia.
Stichopus herrmanni được tìm thấy ở khu vực nhiệt đới phía tây Ấn Độ - Thái Bình Dương. Phạm vi của nó kéo dài từ bờ biển phía đông của châu Phi đến Malaysia, Indonesia và Australia. Nó xuất hiện trên nền cát và bùn, đồng cỏ biển và ở độ sâu khoảng 25 m (80 ft). In Queensland, a minimum length of 35 cm (14 in) is in force.

## Giá trị
Ở Indonesia và bắc Úc loài này là một hải sâm có giá trị cao - Nó được gọi là "curryfish", nhưng tên này bao gồm một số loài, S. herrmanni, Stichopus growus và Stichopus ocellatus và sự xuất hiện của ba loài gần như là cùng một thời điểm. Có thời gian vì thịt dễ bị phân hủy nên loại hải sâm này ko được sử dụng nhưng các phương pháp chế biến hiện đại và công phu hiện nay giúp xử lý tốt hơn và hiện nay nó đã trở thành một sản phẩm có giá trị cao.

## Tình trạng bảo tồn
Mặc dù quần thể S. herrmanni phát triển và hầu như các cá thể của loài này phát triển vô cùng tốt ở Úc, tuy nhiên dưới những áp lực đánh bắt cá ở những nơi khác đang khiến quần thể của nó suy giảm và trở nên vô cùng khan hiếm. Vì vậy đã khiến cho loài này có khả năng phải đối mặt với nguy cơ tuyệt chủng nên chính vì vậy mà Liên minh Bảo tồn Thiên nhiên Quốc tế đã đánh giá tình trạng bảo tồn của loài này là "dễ bị tổn thương".